# Калинин, Валентин Тихонович
Валентин Тихонович Калинин — советский хозяйственный, государственный и политический деятель.

## Биография
Родился в 1922 году в селе Терехово. Член КПСС.
Участник Великой Отечественной войны: матрос 6-й бригады моряков Ленинградского фронта, партизан, работник подпольного Курского горкома ВКП(б)
В 1946 — инструктор Курского обкома ВЛКСМ.
В 1948 - секретарь Курского обкома ВЛКСМ.
В 1958 - заместитель заведующего отделом Курского обкома КПСС.
В 1966—1975 — первый секретарь Курского горкома КПСС.
Делегат XXIII и XXIV съезда КПСС.
Умер в Курске после 1985 года.

## Награды
- Орден Октябрьской Революции (25.08.1971)
- Орден Отечественной войны II степени (06.04.1985)
- Орден Трудового Красного Знамени (1966)
- Орден Красной Звезды (1946)